# Annales du service des antiquités de l'Égypte (numéros 11 à 20)
Les Annales du service des antiquités de l'Égypte sont publiées par le Conseil suprême des Antiquités égyptiennes (CSA).
Cliquez sur un onglet pour accéder aux titres des sujets développés dans chaque numéro :
| nos 1 à 10 | nos 11 à 20 | nos 21 à 30 | nos 31 à 40 | nos 41 à 50 | nos 51 à 60 | nos 61 à 70 | nos 71 à 80 |

| Numéro 11 1911 | Numéro 12 1912 | Numéro 13 1914 | Numéro 14 1914 | Numéro 15 1915 | Numéro 16 1916 | Numéro 17 1917 | Numéro 18 1919 | Numéro 19 1920 | Numéro 20 1920 |

## Numéro 11, paru en 1911
| Pages     | Auteur(s)                            | Titre | Texte sur Gallica |
| --------- | ------------------------------------ | --- | ----------------- |
| 1 - 2     | Campbell Cowan Edgar                 | Greek Inscriptions from the Delta |                   |
| 3 - 39    | Ahmed Kamal                          | Rapport sur les fouilles exécutées dans la zone comprise entre Deïrout au nord et Deîr-el-Ganadlah, au sud                                               |                   |
| 40 - 43   | Brocq-Rousseu et E. Gain             | Sur la durée des peroxydiastases des graines |                   |
| 43        | Ahmed Kamal                          | Note additionnelle |                   |
| 44 - 46   | Georges Daressy                      | Inscriptions hiéroglyphiques des masques de momie d’époque gréco-romaine                                                                                 |                   |
| 47 - 48   | Georges Daressy                      | Un vase du roi Khati |                   |
| 49 - 63   | Georges Daressy                      | Plaquettes émaillées de Médinet-Habou |                   |
| 64 - 86   | Alexandre Barsanti et Henri Gauthier | Stèles trouvées à Ouadi es-Sabouâ (Nubie) |                   |
| 87 - 96   | Campbell Cowan Edgar                 | Notes from the Delta, • I, Bouto and Chemmis. • II, The Temple of Samanoud                                                                               |                   |
| 97 - 141  | R. Weill                             | Koptos. Relation sommaire des travaux exécutés par M.M. Ad. Reinach et R. Weill pour la Société française des Fouilles archéologiques (campagne de 1910) |                   |
| 142 - 144 | Georges Daressy                      | Une statue de Saft-el-Henneh |                   |
| 145 - 161 | G. Maspero                           | Notes de voyage, XIV-XXV |                   |
| 162 - 163 | M. Rushdy                            | The Treading of Sown Seed by Swine |                   |
| 164 - 169 | Campbell Cowan Edgar                 | Report on an Excavation at Tell Om Harb |                   |
| 170 - 176 | Arthur Edward Pears Weigall          | Miscellaneous Notes |                   |
| 177 - 185 | Gaston Maspero                       | Un diplôme arabe-chrétien du XIIIe siècle |                   |
| 186 - 192 | Georges Daressy                      | Quelques inscriptions provenant de Bubastis |                   |
| 193 - 237 | A. J. Reinach                        | Le temple d’El-Kala à Koptos |                   |
| 238 - 250 | Gustave Lefebvre                     | Égypte chrétienne, • IV, Inscriptions coptes et grecques                                                                                                 |                   |
| 251 - 256 | Hippolyte Ducros                     | Troisième étude sur les balances égyptiennes. Note sur un fléau de balance                                                                               |                   |
| 257 - 268 | Georges Daressy                      | Inscriptions des carrières de Tourah et Mâsarah |                   |
| 269 - 272 | Georges Daressy                      | Qaret el Gindi |                   |
| 273 - 274 | Georges Daressy                      | Le protocole de Toutânkhamon |                   |
| 275 - 276 | James Edward Quibell                 | Attempts Made on the Tomb of Bocchoris at Sakkarah |                   |
| 277 - 278 | Campbell Cowan Edgar                 | Inscribed Stones at Kom Frin and Kom Barnougi |                   |
| 279 - 280 | J. Couyat                            | Le grès nubien et l’immersion des temples de Philae |                   |
| 281 - 282 | M. Rushdy                            | Some Notes on the Hedgehog |                   |
| 283 - 286 | Lefebvre des Noëttes                 | Sur un frein de la XVIIIe dynastie |                   |

## Numéro 12, paru en 1912
| Pages     | Auteur(s)                      | Titre | Texte sur Gallica |
| --------- | ------------------------------ | --- | ----------------- |
| 1 - 24    | A. J. Reinach et Raymond Weill | Parthénios fils de Paminis, « prostatès » d’Isis à Koptos. • I, Stèles hiéroglyphiques grecques et inscription grecque. • II, Stèles pharaoniques avec inscriptions démotiques. • III, La porte peinte. • IV, Autres inscriptions démotiques |                   |
| 25 - 50   | H. de Morgan                   | Report on Excavations Made in Upper Egypt during the Winter 1907-1908 |                   |
| 51 - 56   | H. Hosni                       | Rapport sur une fouille exécutée dans le désert Arabique, à l’est d’Atfih |                   |
| 57 - 63   | Alexandre Barsanti             | Fouilles de Zaouiét el-Aryân (1911-1912) |                   |
| 64 - 68   | Georges Daressy                | Les cercueils royaux de Gournah |                   |
| 69 - 75   | Mohammed Effendi Chabân        | Fouilles exécutées près d’El-Kantara |                   |
| 75 - 76   | Campbell Cowan Edgar           | Note on the Preceding Report |                   |
| 77 - 80   | Baÿ et Gustave Lefebvre        | Sur un acte de vandalisme commis dans le temple de Ramsès II, à Abydos |                   |
| 81 - 94   | Gustave Lefebvre               | À travers la Moyenne-Égypte. Documents et notes, • I, Cheikh Mobader. • II, Arabét-bi'l-Sohag. • III, Un sarcophage ptolémaïque de Qâou-el-Kébir. • IV, Découverte d'un temple à Sbejt. • V, Un sarcophage du Moyen Empire d'Assiout. • VI, Couvercle de sarcophage de Kôm-el-Ahmar. • VII, Stèle d'Aménophis III de Kôm-el-Ahmar. • VIII, Une stèle de Gurob (Ghurab) |                   |
| 95 - 96   | A. de Rochas                   | Les bénitiers à tirelire et à tourniquet dans les temples de l’ancienne Égypte |                   |
| 97 - 127  | Ahmed Kamāl                    | Rapport sur les fouilles exécutées dans la zone comprise entre Déîrout au nord et Déîr-el-Ganadlah, au sud (suite) |                   |
| 128 - 142 | Ahmed Kamāl                    | Fouilles à Dara et à Qoçéir el-Amarna |                   |
| 143 - 144 | Georges Daressy                | Pierre-talisman d’Edfou |                   |
| 145 - 168 | Jean Clédat                    | Fouilles à Qasr-Gheit (mai 1911) |                   |
| 169 - 213 | Georges Daressy                | À travers les koms du Delta |                   |
| 214       | Georges Daressy                | Petit obélisque d’Akhmim |                   |
| 215 - 239 | J. A. Decourdemanche           | Note sur les dimensions des monuments d’Abydos |                   |
| 240 - 244 | Ahmed Kamāl                    | Le pain de nebaq des anciens Égyptiens |                   |
| 245 - 280 | H. Rughdi, M. Saïd et I. Sirry | La nouvelle loi sur les antiquités de l’Égypte et ses annexes |                   |
| 281 - 283 | Georges Daressy                | Statue de Kom Ebchan |                   |
| 284 - 286 | Georges Daressy                | Note sur des pierres antiques du Caire. II |                   |

## Numéro 13, paru en 1914
| Pages     | Auteur(s)                                        | Titre | Texte sur Gallica |
| --------- | ------------------------------------------------ | --- | ----------------- |
| 1 - 4     | Georges Daressy                                  | À travers les koms du Delta. II |                   |
| 5 - 18    | Gustave Lefebvre                                 | À travers la Moyenne-Égypte. Documents et notes. • IX, La dédicace du temple d'Ajmenh~zi, Les noms de ville Hj`zi et Tconevmnri. • X, Un sarcophage du Moyen Empire (Assiout) et le nom propre féminin |                   |
| 19 - 42   | Émile Baraize                                    | Compte rendu des travaux exécutés à Déîr-el-Médineh. • I, Porte monumentale. • II, Restauration du temple                                                                                              |                   |
| 43 - 47   | Georges Daressy                                  | Graffiti de la montagne Rouge |                   |
| 48        | A. J. Reinach                                    | Corrigendum à l’article Parthénios fils de Paminis |                   |
| 49 - 78   | L. Reutter                                       | Analyses des parfums égyptiens |                   |
| 79 - 85   | Jean Clédat                                      | Le temple de Zeus Cassios à Péluse |                   |
| 86        | Georges Daressy                                  | Le nom d’Horus du roi Chéchanq III |                   |
| 87 - 108  | Gustave Lefebvre                                 | Égypte gréco-romaine, III. • XV-XVII, Théadelphie (suite). • XVIII-XXI, Philadelphie. • XXII-XXIV, Localités diverses de l'Arsinoïte. • XXV, Karnak. • XXVI-XXVII, Dendérah                            |                   |
| 109 - 114 | Georges Daressy                                  | Fragments de décrets de l’Ancien Empire |                   |
| 115 - 121 | Jean Clédat                                      | Les vases de El-Béda |                   |
| 122 - 124 | Campbell Cowan Edgar                             | Report on the Demolition of Tell Sheikh Nasreddin |                   |
| 125 - 160 | J. A. Decourdemanche                             | Note sur les poids égyptiens (détermination théorique et ordre successif d’emploi) |                   |
| 161 - 178 | Ahmed Kamāl                                      | Rapport sur les fouilles de Saïd Bey Khachaba au Déîr-el-Gabraouî |                   |
| 179 - 186 | Georges Daressy                                  | À travers les koms du Delta, III |                   |
| 187 - 192 | Henri Munier                                     | Sur deux passages de la Genèse en copte sahîdique |                   |
| 193 - 214 | Gustave Lefebvre                                 | Fouilles à Abydos. • I, Déblaiement de la première cour du temple de Séti |                   |
| 215 - 226 | Gustave Lefebvre                                 | Égypte gréco-romaine, IV. • XXVIII, Menchah (Ptolémaïs). • XXIX, Qasr-el-Banat (Evhéméria). • XXX, Kiman-Farès (Crocodilopolis)                                                                        |                   |
| 227 - 252 | Clarence Stanley Fisher et George Andrew Reisner | Preliminary Report on the Work of the Harvard-Boston Expedition in 1911-13 |                   |
| 253 - 254 | W. B. Pollard                                    | Report on a Sample of Liquid from a Small Jar Transmitted by the Antiquities Department |                   |
| 255 - 256 | Alexandre Barsanti                               | Un monument du culte de Téti |                   |
| 257 - 265 | Georges Daressy                                  | Fragment d’un rituel de l’Ouverture de la bouche |                   |
| 266 - 271 | Georges Daressy                                  | Renseignements sur la provenance des stèles coptes du Musée du Caire |                   |
| 272 - 276 | G. Schweinfurth                                  | Das Tier des Seth |                   |
| 277 - 284 | Campbell Cowan Edgar                             | Notes from my Inspectorate |                   |
| 285 - 286 | Henri Munier                                     | Stèle copte-arabe |                   |

## Numéro 14, paru en 1914
| Pages    | Auteur(s)        | Titre | Texte sur Gallica |
| -------- | ---------------- | --- | ----------------- |
| 1 - 12   | Hippolyte Ducros | L’arbre ash des anciens Égyptiens |                   |
| 13 - 44  | Georges Legrain  | Au pylône d’Harmhabi à Karnak (Xe pylône) |                   |
| 45 - 87  | Ahmed Kamal      | Rapport sur les fouilles exécutées dans la zone comprise entre Déîrout au nord et Déîr-el-Ganadlah, au sud (suite) |                   |
| 88 - 96  | E. Mackay        | Report of the Excavations and other Work Carried out in the Necropolis of Thebes for the Department of Antiquities by Robert Mond, Esq., of Combe Bank, Sevenoaks, Kent, England, during the Year beginning on March 9th, 1913 |                   |
| 97 - 200 | Gaston Maspero   | Chansons populaires recueillies dans la Haute-Égypte de 1900 à 1914 pendant les inspections du Service des Antiquités |                   |

## Numéro 15, paru en 1915
| Pages     | Auteur(s)                              | Titre | Texte sur Gallica |
| --------- | -------------------------------------- | --- | ----------------- |
| 1 - 14    | Friedrich Wilhelm Freiherr von Bissing | Les tombeaux d’Assouan                                                                                               |                   |
| 15 - 48   | Jean Clédat                            | Fouilles à Cheikh Zouède (janvier-février 1913)                                                                      |                   |
| 49 - 93   | T. Smolenski                           | Les peuples septentrionaux de la mer sous Ramsès II et Minéphtah                                                     |                   |
| 94 - 96   | Georges Daressy                        | Cylindre en bronze de l’Ancien Empire                                                                                |                   |
| 97 - 104  | Campbell Cowan Edgar                   | A Building of Merenptah at Mit Rahineh                                                                               |                   |
| 105 - 112 | Campbell Cowan Edgar                   | Some Greek Inscriptions                                                                                              |                   |
| 113 - 139 | Gustave Lefebvre                       | Égypte chrétienne, • V, Nouvelle série d'inscriptions coptes et grecques                                             |                   |
| 140 -147  | Georges Daressy                        | Trois stèles de la période Bubastite                                                                                 |                   |
| 148 - 167 | Alexandre Barsanti                     | Rapports sur les travaux exécutés au temple de Séti Ier à Gournah de 1910 à 1913                                     |                   |
| 168 - 176 | Alexandre Barsanti                     | Rapport sur les travaux de consolidation exécutés à Kom Ombo pendant l’hiver de 1913-1914                            |                   |
| 177 - 206 | Ahmed Kamal                            | Rapport sur les fouilles exécutées dans la zone comprise entre Déîrout, au nord, et Déîr-el-Ganadlah, au sud (suite) |                   |
| 207 - 208 | Georges Daressy                        | Une stèle de l’Ancien Empire maintenant détruite                                                                     |                   |
| 209 - 258 | Ahmed Kamal                            | Le tombeau nouveau de Méîr                                                                                           |                   |
| 259 - 268 | Georges Daressy                        | Un monument du temps des Hyksos                                                                                      |                   |
| 269 - 272 | Georges Legrain                        | Le premier prophète d’Amon Ap-ouaitou-mes                                                                            |                   |
| 273 - 283 | Georges Legrain                        | La litanie de Ouasit                                                                                                 |                   |
| 284 - 286 | Georges Legrain                        | La déesse Shahdidiit                                                                                                 |                   |

## Numéro 16, paru en 1916
| Pages     | Auteur(s)             | Titre | Texte sur Gallica |
| --------- | --------------------- | --- | ----------------- |
| 1 - 5     | Georges Daressy       | La statue d’un astronome |                   |
| 6 - 32    | Jean Clédat           | Fouilles à Khirbet el-Flousiyeh (janvier-mars 1914) |                   |
| 33 - 51   | Victor Loret          | Quelques notes sur l’arbre âch |                   |
| 52 - 53   | E. S. Thomas          | On an Unexplained Object Depicted on the Walls of the Tomb of Hesy at Saqqara |                   |
| 54 - 56   | Georges Daressy       | Fragment de socle de statue provenant d’Athribis |                   |
| 57 - 60   | Georges Daressy       | Stèle de la XIXe dynastie avec textes du Livre des Pyramides |                   |
| 60        | Georges Daressy       | Fragment mendésien |                   |
| 61 - 62   | Georges Daressy       | Le fils aîné de Chéchanq III |                   |
| 63 - 64   | Georges Daressy       | La chaussée de Mentouhotep V |                   |
| 65 - 114  | Ahmed Kamāl           | Fouilles à Deir Dronka et à Assiout (1913-1914) |                   |
| 115 - 120 | Georges Daressy       | Un sarcophage de Tounah |                   |
| 121 - 128 | Georges Daressy       | Un naos de Domitien |                   |
| 129 - 140 | Georges Daressy       | Gaston Maspero, directeur général du Service des Antiquités (1881-1886, 1899-1914) |                   |
| 141 - 144 | Alexandre Barsanti    | Rapport sur les travaux exécutés aux monuments de Philæ |                   |
| 145 - 148 | Georges Legrain       | La statuette de Hor, fils de Djot Thot efankh |                   |
| 149 - 152 | Georges Legrain       | Trois règles graduées provenant de Dendérah |                   |
| 153 - 158 | Georges Legrain       | Observation d’un phénomène optique |                   |
| 159 - 160 | Georges Legrain       | Une statue de Horoudja, fils de Haroua, provenant de Dendérah |                   |
| 161 - 170 | Georges Legrain       | Un miracle d’Ahmès Ier à Abydos sous le règne de Ramsès II |                   |
| 171 - 173 | Georges Legrain       | Où fut Thèbes-Ouasit ? |                   |
| 174       | Georges Legrain       | Fragment de texte. Titre nouveau |                   |
| 175 - 177 | Georges Daressy       | Une stèle du dieu Ched |                   |
| 177       | Georges Daressy       | Les parents de Chéchanq Ier |                   |
| 178       | Georges Daressy       | Un scarabée d’Amenhotep IV |                   |
| 179 - 182 | Howard Carter         | A Tomb Prepared for Queen Hatshepsuit Discovered by the Earl of Carnarvon (October 1916) |                   |
| 183 - 186 | Ahmed Kamāl           | Quelques jours de fouilles à Dimeh es-Sebaâ |                   |
| 187 - 190 | Henri Édouard Naville | La plante de Horbéit, II |                   |
| 193 - 212 | Georges Daressy       | La nécropole des grands prêtres d’Héliopolis sous l’Ancien Empire. • I, Inscriptions |                   |
| 213 - 220 | Alexandre Barsanti    | La nécropole des grands prêtres d’Héliopolis sous l’Ancien Empire. II, Rapports sur le déblaiement. • 1, Tombeau de Meru. • 2, Tombeau de Sebeki. • 3, Tombeau de Sebeki, surnommé Bi. • 4, Tombeau de Khu-n-her |                   |
| 221 - 246 | Georges Daressy       | Une inscription d’Achmoun et la géographie du nome Libyque |                   |
| 247 - 252 | Henri Munier          | Un passage nouveau du martyre de saint Philothée |                   |
| 253 - 254 | Henri Munier          | La stèle funéraire du moine Mîna |                   |
| 255 - 256 | Georges Daressy       | Fragment de la statue du prince Khâ-m-uas |                   |
| 257 - 267 | Georges Daressy       | Le mastaba de Khâ-f-khoufou à Gizeh |                   |
| 268 - 270 | Georges Daressy       | Statue de Georges, prince de Tentyris |                   |

## Numéro 17, paru en 1917
| Pages     | Auteur(s)               | Titre | Texte sur Gallica |
| --------- | ----------------------- | --- | ----------------- |
| 1 - 20    | Georges Daressy         | Fragments de deux cercueils de Saqqarah |                   |
| 21 - 24   | Georges Daressy         | Statues de Mendès |                   |
| 25 - 28   | Georges Daressy         | Le lieu d’origine de l’arbre âch |                   |
| 29 - 30   | Georges Daressy         | Les titres du grand prêtre Piankh |                   |
| 31 - 32   | Georges Daressy         | Deux canopes provenant de la Moyenne-Égypte |                   |
| 33 - 38   | Georges Daressy         | Deux grandes statues de Ramsès II d’Héracléopolis |                   |
| 39 - 42   | Georges Daressy         | Poids égyptiens |                   |
| 42        | Georges Daressy         | Le roi Téôs à Athribis |                   |
| 43 - 45   | Georges Daressy         | Stèle du roi Pefnifdubast |                   |
| 45        | Georges Daressy         | Le dieu de Toukh el Malaq |                   |
| 46 - 48   | Georges Daressy         | Une stèle de Xoïs |                   |
| 49 - 75   | Georges Legrain         | Rapport sur les nouveaux travaux exécutés à Louqsor à l’ouest du temple d’Amon (octobre 1916-mars 1917). • I, Renseignements sur la Thébaïde depuis la conquête romaine. • II, Le temple de Louqsor et ses alentours. • III, Fouilles devant le temple de Louqsor. • IV, Description des monuments situés à l'ouest du temple de Louqsor |                   |
| 76 - 80   | Georges Daressy         | Légende d’Ar-hems-nefer à Philae |                   |
| 81 - 85   | Georges Daressy         | La statue n°35562 du musée du Caire |                   |
| 85        | Georges Daressy         | Débris de stèle d’Hor-m-heb |                   |
| 86 - 88   | A. Lucas                | Efflorescent Salt of Unusual Composition |                   |
| 89 - 94   | Georges Daressy         | Inscriptions tentyrites |                   |
| 95 - 96   | Georges Daressy         | Sarcophage ptolémaïque d’Assiout |                   |
| 97 - 122  | Georges Daressy         | Rituel des offrandes à Amenhotep Ier |                   |
| 123 - 129 | Georges Daressy         | La « Demeure royale » en Basse-Égypte |                   |
| 130 - 140 | Georges Daressy         | Inscriptions du mastaba de Pepi-Nefer à Edfou |                   |
| 141 - 143 | G. Elias                | Inspection de l’oasis de Dakhleh |                   |
| 144       | Georges Daressy         | Note sur le rapport ci-dessus |                   |
| 145 - 159 | Henri Munier            | Fragments des actes du martyre de l’Apa Chnoubé |                   |
| 160 - 162 | Henri Munier            | Une lampe chrétienne de Karnak |                   |
| 163       | Henri Munier            | Note sur le village de Hagé |                   |
| 164 - 176 | Georges Daressy         | L’art tanite |                   |
| 177 - 182 | Mohammed Effendi Chabân | Le puits du général Ankh-uah-ab-rê-si-nit à Saqqarah |                   |
| 183 - 184 | Georges Daressy         | L’origine du sceptre ouas |                   |
| 185 - 193 | Georges Daressy         | Bas-reliefs d’Athribis |                   |
| 194 - 196 | Georges Daressy         | Stèle de Karnak avec textes magiques |                   |
| 197 - 208 | Georges Daressy         | Les formes du soleil aux différentes heures de la journée |                   |
| 209 - 223 | Campbell Cowan Edgar    | On the Dating of Early Ptolemaic Papyri |                   |
| 224 - 225 | Georges Daressy         | Deux naos de Qouss |                   |
| 226 - 236 | Georges Daressy         | Chapelle de Mentouhotep III à Dendérah |                   |
| 237 - 244 | Georges Daressy         | Monuments d’Edfou datant du Moyen Empire |                   |
| 245 - 258 | Georges Daressy         | Alexandre Barsanti |                   |
| 259 - 260 | Georges Daressy         | Bibliographie des articles publiés par Alexandre Barsanti |                   |
| 261 - 264 | S. Ronzevalle           | Lettre à M. Daressy sur le nom égyptien du Liban |                   |
| 265 - 271 | S. Ronzevalle           | Note sur les statues nos 31919 et 35562 du musée égyptien |                   |
| 272 - 273 | P. Bovier-Lapierre      | Note sur le traitement métallurgique du fer aux environs d’Assouan |                   |
| 274 - 276 | Georges Daressy         | Le couvent de Nahieh |                   |
| 276 - 278 | Georges Daressy         | La porte de Beltim |                   |

## Numéro 18, paru en 1919
| Pages     | Auteur(s)                                          | Titre | Texte sur Gallica |
| --------- | -------------------------------------------------- | --- | ----------------- |
| 1 - 7     | P. Bovier-Lapierre, A. Strazzulli et S. Ronzevalle | Rapport sur les fouilles à Éléphantine de l’Institut biblique Pontifical en 1918                                                                         |                   |
| 8 - 10    | Alexandre Barsanti                                 | Rapport sur les travaux exécutés à Saqqarah durant les mois de novembre et décembre 1912                                                                 |                   |
| 11 - 13   | Alexandre Barsanti                                 | Rapports sur des travaux exécutés au Ramesseum et à la Vallée des Rois du 6 au 21 mars 1913. • I, Ramesseum. • II, Tombeaux de Séti Ier et de Ramsès III |                   |
| 14 - 25   | Alexandre Barsanti                                 | Rapport sur les monuments de la Nubie en juin 1913 |                   |
| 26 - 28   | Georges Daressy                                    | Position de la ville de Takinach |                   |
| 29 - 33   | Georges Daressy                                    | Samtauï-Tafnekht |                   |
| 34 - 36   | Georges Daressy                                    | La localité Khent-nefer |                   |
| 37 - 48   | Georges Daressy                                    | La chapelle de Psimaut et Hakoris à Karnak |                   |
| 49 - 52   | Georges Daressy                                    | Monuments d’Edfou datant du Moyen Empire |                   |
| 53 - 57   | Georges Daressy                                    | Deux statues de Balansourah |                   |
| 58 - 64   | Campbell Cowan Edgar                               | A Further Note on Early Ptolemaic Chronology |                   |
| 65 - 71   | Henri Munier                                       | Un éloge copte de l’empereur Constantin |                   |
| 72 - 74   | Henri Munier                                       | Vestiges chrétiens à Tinnîs |                   |
| 75 - 76   | Georges Daressy                                    | Une statue du taureau Mnévis |                   |
| 77        | Georges Daressy                                    | La gazelle d’Anoukit |                   |
| 78 - 96   | James Edward Quibell                               | A Visit to Siwa |                   |
| 97 - 112  | James Edward Quibell                               | A Visit to Siwa, Vocabulary |                   |
| 113 - 158 | Georges Daressy                                    | Statue de Zedher le sauveur |                   |
| 159 - 182 | Campbell Cowan Edgar                               | Selected Papyri from the Archives of Zenon (Nos. 1-10)                                                                                                   |                   |
| 183 - 189 | Georges Daressy                                    | Inscriptions tentyrites |                   |
| 190       | Henri Gauthier                                     | Les stèles de l’an III de Taharqa de Médinet-Habou |                   |
| 191 - 192 | Georges Daressy                                    | Une mesure égyptienne de 20 hin |                   |
| 193 - 195 | Mohammed Effendi Chabân                            | Rapport sur la découverte de la tombe d’un Mnévis de Ramsès II                                                                                           |                   |
| 196 - 210 | Georges Daressy                                    | La tombe d’un Mnévis de Ramsès II |                   |
| 211 - 217 | Georges Daressy                                    | La tombe du Mnévis de Ramsès VII |                   |
| 218 - 224 | Georges Daressy                                    | Un décret d’Amon en faveur d’Osiris |                   |
| 225 - 244 | Campbell Cowan Edgar                               | Selected Papyri from the Archives of Zenon (Nos. 11-21)                                                                                                  |                   |
| 245 - 264 | Henri Gauthier                                     | Variétés historiques, • V, Les « fils royaux de Ramsès »                                                                                                 |                   |
| 265 - 269 | Henri Gauthier                                     | Trois vizirs du Moyen Empire. • 1, Le vizir Ris-senbou. • 2, Le vizir Ânkhou. • 3, Le vizir Hennou                                                       |                   |
| 270 - 274 | Georges Daressy                                    | Rapport sur le déblaiement des tombes 6 et 9 de Biban el Molouk                                                                                          |                   |
| 275 - 278 | Georges Daressy                                    | Antiquités trouvées à Fostat |                   |
| 279 - 281 | Georges Daressy                                    | L’emplacement de la ville de Benna |                   |
| 282 - 283 | Georges Daressy                                    | Une statue de Deir el Chelouit |                   |
| 284 - 286 | Henri Munier                                       | Deux recettes médicales coptes |                   |

## Numéro 19, paru en 1920
| Pages     | Auteur(s)               | Titre | Texte sur Gallica |
| --------- | ----------------------- | --- | ----------------- |
| 1 - 12    | Henri Gauthier          | Rapport sommaire sur les fouilles de l’Institut français d’archéologie orientale dans les nécropoles thébaines en 1917-1918. • I, Gournet-Mourraï. • II, Deir-el-Médineh |                   |
| 13 - 36   | Campbell Cowan Edgar    | Selected Papyri from the Archives of Zenon (Nos. 22-36) |                   |
| 37 - 65   | Gustave Lefebvre        | Égypte gréco-romaine, V. • XXXI-XXXV, IJERA ; ASULA du Fayoum. • XXXVI-XXXVIII, Un Gumnavsion de Théadelphie. • XXXVIII, Autre inscription de Théadelphie (?) |                   |
| 66 - 68   | Georges Daressy         | Statue de Zedher le sauveur, II |                   |
| 69 - 80   | Henri Munier            | Nahroou et les actes de son martyre |                   |
| 81 - 104  | Campbell Cowan Edgar    | Selected Papyri from the Archives of Zenon (Nos. 37-48) |                   |
| 105 - 118 | Pierre Lacau            | Georges Legrain (1865-1917) |                   |
| 118 - 126 | Henri Munier            | Bibliographie des ouvrages de Georges Legrain |                   |
| 127 - 130 | Georges Daressy         | Une stèle fragmentée d’Abousir |                   |
| 131 - 135 | Georges Daressy         | L’obélisque de Qaha |                   |
| 136 - 140 | Georges Daressy         | Un débris de statue de Nectanébo II |                   |
| 141 - 144 | Georges Daressy         | Planches de momies |                   |
| 145 - 148 | T. Boulos               | Digging at Zawiet Abu Mossalam |                   |
| 149 - 152 | Georges Daressy         | Les statuettes funéraires trouvées à Zawiet Abou Mesallam |                   |
| 153 - 158 | Georges Daressy         | Abousir d’Achmounein |                   |
| 159 - 175 | Georges Daressy         | Notes sur Louxor de la période romaine et copte |                   |
| 176       | Georges Daressy         | Le signe mes aux trois chacals |                   |
| 177 - 207 | Henri Gauthier          | Les statues thébaines de la déesse Sakhmet. • I, Historique sommaire de leur découverte. • II, Leur dispersion à travers musées et collections. • III, Leur description. • IV, Les épithètes de Sakhmet sur ses statues. • V, Essai de classification de ces épithètes. • VI, Épithètes de Sakhmet sur les monuments autres que les statues thébaines |                   |
| 208 - 215 | Mohammed Effendi Chabân | Fouilles dans la nécropole de Saqqarah |                   |
| 216 - 224 | Campbell Cowan Edgar    | Tomb-Stones from Tell el Yahoudieh |                   |
| 225 - 241 | Henri Munier            | Mélanges de littérature copte. • I, Collection du Rév. E.C. Hoskyns |                   |
| 242 - 246 | Georges Daressy         | Le camp de Thèbes |                   |

## Numéro 20, paru en 1920
| Pages     | Auteur(s)                  | Titre | Texte sur Gallica |
| --------- | -------------------------- | --- | ----------------- |
| 1 - 2     | Émile Baraize              | Rapport sur la mise en place d’un moulage du zodiaque de Dendérah                                                                          |                   |
| 3 - 7     | Georges Daressy            | Bas-relief d’un écuyer de Ramsès III |                   |
| 8 - 16    | Georges Daressy            | Les statues ramessides à grosse perruque                                                                                                   |                   |
| 17 - 18   | Georges Daressy            | Le scarabée du cœur de la grande prêtresse Ast-m-kheb                                                                                      |                   |
| 19 - 40   | Campbell Cowan Edgar       | Selected Papyri from the Archives of Zenon (Nos. 49-54)                                                                                    |                   |
| 41 - 121  | Gustave Lefebvre           | Le tombeau de Petosiris |                   |
| 122       | Georges Daressy            | Deux stèles de Bubastis |                   |
| 123 - 128 | Georges Daressy            | Un groupe de Saft el Henneh |                   |
| 129 - 142 | Georges Daressy            | Un « fils royal en Nubie » |                   |
| 143 - 144 | Georges Daressy            | La princesse Amen-mérit |                   |
| 145 - 158 | Georges Daressy et E. Toda | La découverte et l’inventaire du tombeau de Sen-nezem                                                                                      |                   |
| 159 - 160 | Georges Daressy            | Note sur l’article précédent |                   |
| 161 - 165 | Georges Daressy            | Un groupe de statues de Tell el Yahoudieh                                                                                                  |                   |
| 165 - 166 | Georges Daressy            | L’animal séthien à tête d’âne |                   |
| 167 - 171 | Georges Daressy            | Fragments memphites |                   |
| 172 - 174 | Georges Daressy            | L’évêché de Saïs et Naucratis |                   |
| 175 - 180 | Georges Daressy            | Un sarcophage de Médamoud |                   |
| 181 - 206 | Campbell Cowan Edgar       | Selected Papyri from the Archives of Zenon (Nos. 55-64)                                                                                    |                   |
| 207 - 236 | Gustave Lefebvre           | Textes du tombeau de Petosiris. • I. Le cercueil de Petosiris et le fragment de Turin. • II. L'inscription 82 et les funérailles de S-Shou |                   |
| 237 - 249 | Gustave Lefebvre           | Le dieu Hrwn d’Égypte |                   |
| 249 - 250 | Gustave Lefebvre           | Note. Correction et additions à Égypte gréco-romaine, • V (Annales, XIX, 1919, p. 37 et seq.)                                              |                   |
| 251       | Gustave Lefebvre           | Inscription grecque du Deir-el-Abiad |                   |
| 252 - 255 | P. Perdrizet               | Asiles gréco-égyptiens, asiles romans |                   |